# Seznam španskih politikov
Seznam španskih (in katalonskih) politikov.

## A
- José Luis Ábalos (1959-)
- José Abascal y Carredano (1829-1890)
- Santiago Abascal (1976-)
- Ángel Acebes (1958-)
- Alejandro Agag Longo (1970-)
- Esperanza Aguirre y Gil de Biedma (1952-)
- José Antonio Aguirre (1904-1960)
- Jaime Aguadé(r i) Miró (1882–1943)
- Santiago Alba y Bonifaz (1872–1949)
- José Manuel Albares  Bueno (1972-)
- Álvaro de Albornoz
- Felipe Alcaraz Masats (1943-)
- Niceto Alcalá-Zamora y Torres (1877–1949)
- Julio Ruiz de Alda Miqueleiz
- Martín Enríquez de Almanza
- Joaquín Almunia (1948-)
- Melquíades Álvarez Gónzalez-Posada (1864-1936)
- Fernando Álvarez de Miranda y Torres (1924–2016)
- Félix Álvarez-Arenas Pacheco (1913-1992)
- Francisco Álvarez-Cascos (1947-)
- Melquíades Álvarez Gónzalez-Posada (1864-1936)
- Julio Anguita González (1941–2020)
- Pere Aragonès (1982-)
- Fatima Arbelo
- José Antonio Ardanza Garro (1941-)
- José María de Areilza (1909–1998)
- Javier Arenas (1957-)
- Carlos Arias Navarro (1908–1989)
- Miguel Arias Cañete (1950-)
- Alfonso Armada
- Francina Armengol Socias (1971-)
- Inés Arrimadas (1981-)
- Manuel Azaña Díaz (1880–1940)
- Gumersindo de Azcárate (1840-1917)
- Agustín Aznar Gerner (1911–1984)
- José María Aznar (1953-)
- Juan Bautista Aznar-Cabañas (1860–1933)

## B
- Augusto Barcía Trelles (1881-1961)
- Juan Barranco (1948-)
- Javier Barrero (1949-)
- Juan Ignacio Barrero
- Matías Barrio y Mier (1844–1909)
- Josep Bartolí í Guiu (1910-1995)
- Dolors Bassa (1959-)
- Meritxell Batet Lamaña (1973-)
- José Ramón Bauzà (1970-)
- Juan Luis Beigbeder y Atienza (1888–1957)
- Ione Belarra Urteaga (1987-)
- Juan Alberto Belloch (1950-)
- Dámaso Berenguer y Fusté (1873–1953)
- Miguel Bernad (1942-)
- Julián Besteiro Fernández (1870-1940)
- José Blanco López (1962-)
- Pedro Pablo Abarca de Bolea (1719–1798)
- José Bono Martínez (1950-)
- David Bonvehí
- Jordi Borja (1941-)
- Jacint Borràs
- Josep Borrell Fontelles (1947-)
- Ana Botella Serrano (1953-)
- Alexandre Bóveda Iglesias (1903-1936)
- Juan Bravo Murillo (1803–1873)
- José Bullejos y Sánchez (1899-1974)
- Felipe/Filip VI Burbonski (Felipe Juan Pablo Alfonso de Todos los Santos de Borbón y de Grecia) (1968-) (kralj)
- Juan Carlos Burbonski (1938–) (nekdanji kralj)
- Jorge Buxadé Villalba (1975-)

## C
- Francisco Caamaño Domínguez (1963-)
- Pío Cabanillas Gallas (1923–1991)
- Damià Calvet i Valera (1968-)
- Nadia Calviño Santamaría (1968-)
- Carmen Calvo (1957-)
- José Calvo Sotelo (1893-1936)
- Leopoldo Calvo-Sotelo y Bustelo (1926-2008)
- Pedro Calvo Asensio (1821-1863)
- Marcelino Camacho Abad (1918–2010)
- Clara Campoamor (1888–1972)
- Ignacio Camuñas Solís (1940-)
- Antonio Cánovas del Castillo (1828–1897)
- Jordi Carbonell (1924-2016)
- María Luisa Carcedo (1953-)
- Manuela Carmena (1944-)
- Joan Carretero
- Josep-Lluís Carod-Rovira (1952-)
- Luis Carrero Blanco (1904-1973)
- Santiago Carrillo Solares (1915–2012)
- Wenceslao Carrillo (1889-1963)
- Carlos Carrizosa Torres (1964-)
- Pablo Casado Blanco (1981-)
- Joan Casanovas (1890-1942)
- Santiago Casares Quiroga (1884–1950)
- Emilio Castelar y Ripoll (1832–1899)
- Manuel Castells (1942-)
- Rafael Catalá Polo (1961-)
- José Luis Centella Gómez (1958-)
- Tomás Antonio de la Cerda y Aragón
- Joaquín Chapaprieta (1871–1951)
- Carmen Chacón Piqueras (1971-2017)
- Manuel Chaves González (1945-)
- María Cristina Cifuentes Cuencas (1964-)
- Ada Colau Ballano (1974-)
- Francisco Coloma Gallegos (1912-1993)
- Lluís Companys (1882-1940)
- Pere Coromines
- Pedro Cortina y Mauri (1908-1993)
- María Dolores de Cospedal (1965-)
- Joaquín Costa (1846–1911)
- Manuel Cruz Rodríguez (1951-)
- Jordi Cuixart i Navarro (1975-)
- Teresa Cunillera i Mestres (1951-)

## D
- Alfonso Dastis (1955-)
- Sancho Dávila y Fernández de Celis (1905–1972)
- Isabel Díaz Ayuso (1978-)
- José Díaz Ramos (1895–1942)
- Susana Díaz Pacheco (1974-)
- Isabel Díaz Ayuso (1978-)
- Yolanda Díaz Pérez (1971-)
- María Dolores de Cospedal (1965-)
- Xavier Domènech i Sampere (1974-)
- Pedro Duque (1963-)
- Buenaventura Durruti (1896–1936)

## E
- Pablo Echenique (1978-)
- Gloria Elizo Serrano (1966-)
- Josu Erkoreka (1963-)
- Íñigo Errejón Galván (1983-)
- Ramon Espadaler (1963-)
- Iván Espinosa de los Monteros (1971-)
- Rafael Escuredo Rodríguez (1944-)

## F
- Lidia Falcón (1935-)
- Gerardo Fernández Albor (1917-2018)
- Mariano Fernández Bermejo (1948-)
- María Teresa Fernández de la Vega (1949-)
- Plácido Fernández Viagas (1924-82)
- Guillermo Fernández Vara (1958-)
- Torcuato Fernández-Miranda y Hevia (1915-1980)
- Estanislao Figueras (y de Moragas) (1819-1882)
- Álvaro de Figueroa y Torres-Sotomayor (1863-1950)
- Antonio Fontán Pérez (1923-2010)
- Carme Forcadell (1955-)
- Eva Forest (1928-2007) ?
- Joaquim Forn i Chiariello (1964-)
- Carmen Fraga Estévez (1948-)
- Manuel Fraga Iribarne (1922-2012)
- Francisco Franco y Bahamonde (1892–1975)
- Nicolás Franco y Bahamonde (1891-1977)
- Francisco Frutos Gras (1939–2020)

## G
- Ángel Gabilondo (1949-)
- Valentín Galarza Morante (1882–1951)
- Alberto Ruiz-Gallardón (1958-)
- Bernardo de Gálvez (1746–1786)
- Carlos Garaikoetxea Urriza (1938-)
- Antonio García Quejido (1856-1927)
- Pío García-Escudero (1952-)
- Mónica García Gómez (1974-)
- José Manuel García-Margallo (1944-)
- Emiliano García-Page (1968-)
- Iratxe García Pérez (1974-)
- Alfonso García Valdecasas (1904-1993)
- Leopoldo García-Alas García-Argüelles (1883-1937)
- Ángel Garrido García (1964-)
- Juan Antonio García Díez (1940-1998)
- Ignacio Garriga (1987-)
- Alberto Garzón (1985-)
- Marina Geli i Fàbrega
- José María Gil-Robles y Quiñones de León (1898–1980)
- Bernardo Giner de los Ríos (1888-1970) (arhitekt)
- Ernesto Giménez Caballero (1899-1988)
- José Giral y Pereira (1879–1962)
- Manuel de Godoy (1761-1851)
- Teresa Gómez-Limón
- Arancha (María Aránzazu) González Laya (1969-)
- Felipe González Márquez (1942-)
- Fernando González Laxe (1952-)
- Jaime Ignacio González González (1960-)
- Luis González-Bravo (1811-1871)
- Félix Gordón Ordás
- Anastasio de Gracia Villarrubia (1890–1981)
- Fernando Grande-Marlaska (1962-)
- Julían Grimau García (1911-1962)
- José Antonio Griñán (1946-)
- María Guardiola Martín (1978-)
- Alfonso Guerra González (1940-)
- José Miguel Guridi y Alcocer (1763–1828)
- Antoni Gutiérrez Díaz
- Manuel Gutiérrez Mellado (1912-1995)

## H
- Manuel Hedilla Larrey (1902–1970)
- Ariana Lastra (1979-)
- Emilio Herrera Linares (1879-1967)
- Ángel Herrera Oria
- Luis Herrero (1955-1998)
- Francesc Homs Molist (1969-)

## I
- Vicente Blasco Ibáñez
- Antonio Ibáñez Freire (1913–2003)
- Jose Ibanez Martin
- Juan José Ibarretxe Markuartu (1957-)
- Dolores Ibarruri (1895–1989)
- Miquel Iceta Llorens (1960-)
- Gerardo Iglesias (1945-)
- Pablo Iglesias (Paulino Iglesias Posse) (1850-1925)
- Pablo Iglesias Turrión (1978-)
- Salvador Illa Roca (1966-)
- Eduardo Dato e Iradier

## J
- Trinidad Jiménez García-Herrera (1962-)
- Leopoldo O'Donnell Joris (1809–1861)
- Gaspar Melchor de Jovellanos (1744–1811)
- Joaquín Jovellar y Soler (1819–1892)
- Oriol Junqueras i Vies (1969-)

## L
- Gaspar Llamazares (1957-)
- María de los Llanos de Luna Tobarra (1960-)
- Cayo Lara Moya (1952-)
- Francisco Largo Caballero (1869–1946)
- Adriana Lastra (1979-)
- Ramiro Ledesma Ramos (1905–1936)
- Joaquín Leguina (1941-)
- Jesús María de Leizaola Sánchez (1896–1989)
- Alejandro Lerroux García (1864–1949)
- Enrique Líster (1907–1994)
- Gaspar Llamazares (1957-)
- Marta Lois González (1969-)
- Pilar Llop (1973-)
- Juan Lluhí Vallescá (1897–1944)
- Juan Fernando López Aguilar (1961-)
- Gregorio López-Bravo (1923–1985)
- José López Domínguez (1829-1911)
- Fernando López Miras (1983-)
- Antonio López-Istúriz White (1970-)
- Patxi López (1959-)
- Juan José Lucas Giménez (1944-)

## M
- Francesc Macià i Llussà (1859–1933)
- José Malcampo y Monge (1828–1880)
- Pascual Madoz Ibáñez (1806–1870)
- Ernest Maragall i Mira (1943-)
- Pasqual Maragall Mir (1941-)
- Manuel Marín González (1949–2017)
- Reyes Maroto (1973-)
- Núria Marín Martínez (1963-)
- Margarita Mariscal de Gante (1954-)
- Rodolfo Martín Villa (1934-)
- Alberto Martín-Artajo Álvarez (1905–1979)
- Arsenio Martínez Campos (1831–1900)
- Diego Martínez Barrio (1883-1962)
- José Luis Martínez-Almeida (1975-)
- Verónica Martínez Barbero (1980-)
- Cristino Martos y Balbí (1830-1903)
- Artur Mas (1956-)
- Andreu Mas-Colell (1944-)
- Abel Matutes (1941-)
- Federico Mayor Zaragoza (1934-)
- Carlos Mazón Guixot  (1974-)
- Idoia Mendia Cueva (1965-)
- José María Michavila (1960-)
- Casto Méndez Núñez (1830–1880)
- Pere Mestres i Albet (1901-1975)
- Francisco José Millán Mon (1955)
- Jaime Milans del Bosch
- Josep Enric Millo i Rocher (1960-)
- Jaume Miravitlles i Navarra (1906–1988)
- Jordi Miró i Riba (
- Isidre Molas
- José Antonio Monago Terraza (1966-)
- Pere Coromines i Montanya (1870–1939)
- Irene Montero (1988-)
- María Jesús Montero Cuadrado (1966-)
- Dolors Montserrat (1973-)
- José Montilla (1955-)
- Carmen Montón Giménez (1976-)
- Cristóbal Ricardo Montoro Romero (1950-)
- Miguel Ángel Moratinos (1951-)
- Pedro Morenés y Álvarez de Eulate (1948-)
- Segismundo Moret y Prendergast (1833–1913)
- Neus Munté (1970-)

## N
- Joaquim Nadal (1948-)
- Cristina Narbona (1951-)
- Ramón María Narváez (1800–1868)
- Micaela Navarro (1956-)
- Juan Negrín López (1892–1956)
- Míriam Nogueras (1980-)
- Joan Josep Nuet
- Alberto Núñez Feijóo (1961-)

## O
- Raimon Obiols
- Leopoldo O'Donnell (1809-1867)
- Jaime Mayor Oreja (1951-)
- Andoni Ortuzar Arruabarrena (1962-)

## P
- Ana de Palacio y del Valle-Lersundi (1948-)
- Ana Pastor Julián (1957-)
- Rosana Pastor (1960-)
- Antonio Pérez (1540 - 1611)
- Alfredo Pérez Rubalcaba (1951–2019)
- Emilio Pérez Touriño (1948-)
- José Pedro Pérez-Llorca (1940–2019)
- Francesc Pi i Margall (Francisco Pi y Margall) (1824–1901)
- Blas Piñar López (1918–2014)
- Manu Pineda (1965-)
- Josep Piqué (1955-)
- Carmen Polo (1900-1988)
- Clara Ponsatí Obiols (1957-)
- Ana Pontón (1977-)
- Manuel Portela Valladares (1868-1932)
- Jesús Posada Moreno (1945-)
- Imanol Pradales Gil (1975-)
- Lluís Prenafeta (1939-)
- Ignacio Prendes (1965-)
- Juan Prim y Prats (1814 - 1870)
- Alonso José Puerta Gutiérrez (1944-)
- Salvador Puig Antich (1948-1974)
- Carles Puigdemont (1962-)
- Jordi Puigneró (1974-)
- Jordi Pujol (1930-)
- Oriol Pujol i Ferrusola (1966-)

## Q
- José Quiroga Suárez (1920−2006)

## R
- Pilar Rahola i Martínez (1958-)
- Mariano Rajoy Brey (1955–)
- José Ramón Recalde
- Onésimo Redondo (1905–1936)
- Rodrigo Rato y Figaredo (1949–)
- Joan Reventós
- Reyes?
- Teresa Ribera (1969-)
- Carles Riera i Albert (1960-)
- Albert Rivera (1979-)
- José Antonio Primo de Rivera (1903–1936)
- Miguel Primo de Rivera y Orbaneja (1870–1930)
- Pilar Primo de Rivera (1907–1991)
- Margarita Robles Fernández (1956-)
- Miquel Roca
- César Rodríguez González (1894-1962)
- José Manuel Rodríguez Uribes (1968-)
- José Rodríguez de la Borbolla (1947-)
- Agustín Rodríguez Sahagún (1932-1991)
- Alfonso Rodríguez Gómez de Celis (1970-)
- Faustino Rodríguez-San Pedro Díaz-Argüelles (1833-1925)
- Alfonso Daniel Manuel Rodríguez Castelao (1886–1950)
- Juan Carlos Rodríguez Ibarra (1948-)
- Jordi Romeva
- Raül Romeva  i Rueda (1971-)
- Javier Rojo Garcia (1949-)
- Conde de Romanones (Álvaro Figueroa y Torres Méndieta) (1863-1950)
- Àngel Ros
- Antonio Rosón Pérez (1911−1986)
- Juan José Rosón (1932–1986)
- Raül Romeva i Rueda (1971-)
- Marta Rovira (1977-)
- Ramón Rubial Cavia (1906–1999)
- Alfonso Rueda Valenzuela (1968-)
- Luisa Fernanda Rudi
- Gabriel Rufián i Romero (1982-)
- Manuel Ruiz Zorrilla (1833–1895)
- Alberto Ruiz-Gallardón Jiménez (1958-)
- Josep Rull i Andreu (1968-)

## S
- Ángel de Saavedra (1791–1865)
- Práxedes Mariano Mateo Sagasta (1825–1903)
- Elena Salgado Méndez (1949-)
- Jordi Sánchez Picanyol (1964-)
- Pedro Sánchez
- Soraya Sáenz de Santamaría (1971-)
- Elena Salgado (1949-)
- Práxedes Mateo Sagasta (1825-1903)
- Ricardo Samper (1881-1938)
- Jordi Sanchez
- Pedro Sánchez Pérez-Castejón (1972-)
- Nicolás Salmerón Alonso (1838–1908)
- Alicia Sánchez-Camacho (1966-)
- Pedro Sanchez (1972–)
- Rafael Sánchez Mazas (1894–1966)
- María Jesús San Segundo (1958–2010)
- Enrique Santiago (1964-)
- Fernando de Santiago y Díaz de Mendívil (1910-1994)
- Eulogio Florentino Sanz (1822-1881)
- Luis José Sartorius (1820-1871)
- Nicolás Sartorius (1938-)
- Narcís Serra (1943-)
- Francisco Serrano Domínguez Cuenca y Pérez de Vargas (1810–1885)
- Ramón Serrano Suñer (1901–2003)
- Jordi Sevilla (1956-)
- Javier Solana Madariaga (1942–)
- Wilebaldo Solano (1916–2010)
- Pedro Solbes Mira (1942-)
- Carlos Solchaga Catalán (1944-)
- Jordi Solé i Ferrando (1976-)
- Adolfo Suárez González (1932 - 2014)
- Adolfo Suárez Illana (1964-)
- Marina Subirats Martori (1943-)

## T
- Josep Tarradellas (1899–1988)
- Antonio Tejero Molina
- Josep Maria Terricabras (1946-)
- Hermann Tertsch
- Enrique Tierno Galván (1918-1996)
- Quim (Joaquim) Torra i Pla (1962-)
- Roger Torrent i Ramió (1979-)
- Ángel Víctor Torres (1966-)
- Montserrat Tura (1954-)
- Jordi Turull i Negre (1966-)

## U
- Alberto Ullastres Calvo (1914-2001)
- Íñigo Urkullu Renteria (1961-)
- Ernest Urtasun Domènech (1982-)

## V
- Elena Valenciano Martínez-Orozco (1960-)
- Jorge Verstrynge Rojas (1948-)
- Rodolfo Martín Villa (1934-)
- Santi Vila i Vicente (1973-)
- Alej(andr)o Vidal-Quadras Roca (1945-)
- Begoña Villacís Sánchez (1977-)

## W
- Carlos Westendorp y Cabeza (1937-)

## Z
- José Luis Rodríguez Zapatero (1960–)
- Juan de Zavala (1804–1879)
- Manuel Ruiz Zorrilla (1833–1895)